# Henry John Elwes
Henry John Elwes (Gloucestershire, 16 de maio de 1846 — Colesborne Hall, 26 de novembro de 1922) foi um botânico e entomologista britânico.